# Okręg wyborczy Westmorland and Lonsdale
Okręg wyborczy Westmorland and Lonsdale powstał w 1983 r. i wysyła do brytyjskiej Izby Gmin jednego deputowanego. Okręg obejmuje miasta Kendal, Winderemere i Kirkby Lonsdale w południowej Kumbrii.

## Deputowani do brytyjskiej Izby Gmin z okręgu Westmorland and Lonsdale
- 1983–1997: Michael Jopling, Partia Konserwatywna
- 1997–2005: Tim Collins, Partia Konserwatywna
- od 2005: Tim Farron, Liberalni Demokraci